# バルドルの夢

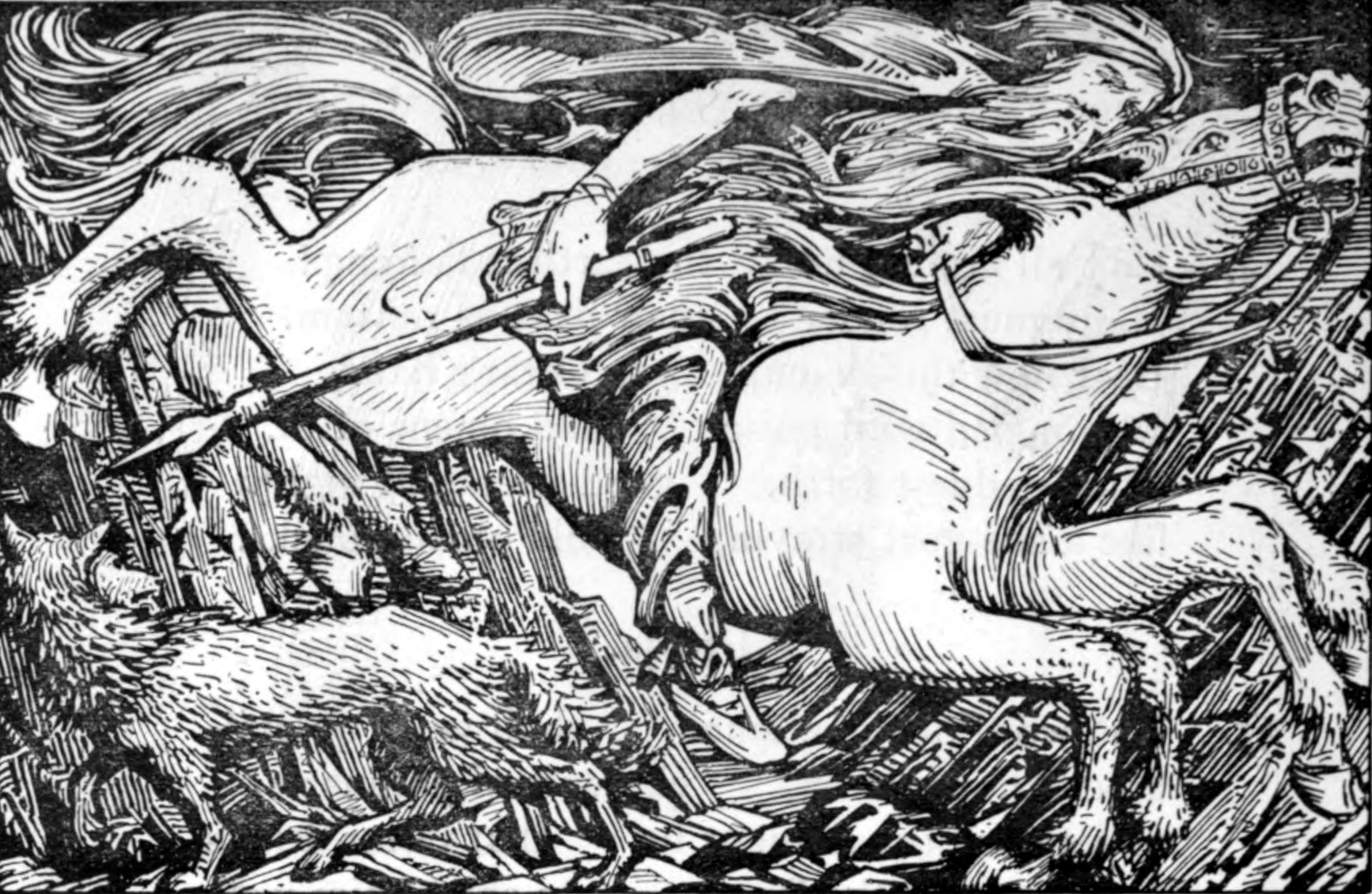
"Odin rides to Hel"（1908年）、W. G. Collingwoodによる挿絵

『バルドルの夢』（バルドルのゆめ、Baldrs draumar）とはエッダ詩の一つである。『ヴェグタムルの歌』（ヴェグタムルのうた、Vegtamskviða）と呼ばれることもある。『AM 748 I 4to』という写本に収められていた。この詩の中で述べられているのはバルドルの死に関する情報であり、『ギュルヴィたぶらかし』の情報とある程度符合している。
この詩は、バルドルが自分が死に瀕している暗示のような悪夢を見たと告げるところから始まる。オーディンは詳細を調べるため馬を駆りヘルヘイムへ向かう。ある巫女（ヴォルヴァ (en) ）の墓を見つけ、彼女を甦らせる。2人は話を交わし、巫女はオーディンにバルドルの運命について語る。最後にオーディンが、自らの素性を明かしてしまうような質問を行い、巫女は帰りなさいと答える。
この詩は最も短いエッダ詩の一つとして知られ、古謡旋法で作られた14スタンザからなっている。後世の何冊かの紙写本では5スタンザ増えているが、その起源は新しいと考えられている。Sophus Bugge は、それら増補されたスタンザは『前兆の歌』の作者がまとめたものである、と信じていた。